# Geniostoma antherotrichum
Geniostoma antherotrichum är en tvåhjärtbladig växtart som beskrevs av Ernest Friedrich Gilg och Benedict. Geniostoma antherotrichum ingår i släktet Geniostoma och familjen Loganiaceae. Utöver nominatformen finns också underarten G. a. archboldianum.